# エミール・シオラン
エミール・ミハイ・シオラン（Emil Mihai Cioran、1911年4月8日 - 1995年6月20日）はルーマニアの作家・思想家。若年期のエクスタシー経験と、メランコリー、鬱、不眠など、生涯にわたる精神的苦悩をもとに特異なニヒリズム的思索を展開した。姓Cioranのルーマニア語読みはチョラン。

## 来歴
オーストリア＝ハンガリー帝国のトランシルバニア地方、セベン県レシナール（のちのルーマニア、シビウ県ラシナリ（シビウの南方））に、ルーマニア人家庭の息子として生まれる。父エミリアンはルーマニア正教司祭、母エルヴィラ（旧姓コマニチ）は男爵位を持つ地方貴族の出身。長女ヴィルジニア・長男エミール・次男アウレルの順に出生。姓Cioranのルーマニア語読みはチョラン。シオランは、シビウ、ブカレスト、ベルリンなどに住み、パリにて死去。
エミール少年は故郷で幸福な少年時代を過ごした。「私の少年時代よりも幸福な少年時代の事例にひとつとしてお目にかかったことがない」と後年自ら述べている。彼は「義務も宿題もなく野山を自由に遊び回り」ながら日々を送った。第一次世界大戦中は、両親がハンガリー当局によってハンガリーの他の街（父はショプロン、母はコロジュヴァール（クルジュ＝ナポカ）に強制的に収容されていたので、その間シオランは両親不在のまま祖母や姉弟とともに故郷で自由に過ごした。「空と大地は文字どおり私のものだったし、心配事でさえ喜ばしいものだった。私は――万物の「主」として目を覚まし、床に就いたものだった。自分が幸せであることは知っていたが、それがやがて失われることも予感していた」。
1921年、10歳になったシオランは、リセ（ギョルゲ・ラザル校）に通うためにすぐ近くの街シビウに転居する。この故郷との離別を彼は「楽園は終わってしまった」と表現している。第一次世界大戦の結果1918年以来ルーマニア領となっていたシビウでは、トランシルヴァニア・ザクセン人の住居に下宿し、ドイツ語を習得した。1924年、父エミリアンがシビウの長司祭に任命されると、家族とともにシビウに住んだ。シビウのルーマニア語図書館とドイツ語図書館に通い、哲学や文学の読書に熱中した。
1928年、ブカレスト大学の文学部に入学する。読書への熱中は続き、「いままで考えられてきたあらゆることを知る」、「すべての観念を知り、すべての本を読む」という熱狂に取りつかれていた。ただし、ブカレストでの最初の年は若きシオランにとって簡単ではなかった。彼は地方出身で、友人もおらず、孤独に過ごした。ドイツ文化が色濃く、あこがれの首都といえばウィーンだったトランシルヴァニア出身の若者にとって、フランス文化の威信が強い首都ブカレストは異質だった。その例の一つとして、当時のシオランはフランス語があまり喋れなかったが、ブカレストの知識人や学生は流暢にフランス語を身につけていて、劣等コンプレックスを抱いたという。そのこともあってか、彼は大学の講義にほとんど出席せず、隠れるように図書館に通い、一日の大半をそこで過ごした。
ブカレスト大学に学び、そこで1932年、ウジェーヌ・イヨネスコ、ミルチャ・エリアーデと出会い、終生の友人となる。また、彼はルーマニアの「著作を持たない」思想家ペトレ・ツツェアとも長きにわたり親交を深めた。1934年、処女作『絶望のきわみで』が出版される。イヨネスコの『否（Nu）』とともにカロル2世王立財団出版から出版されたこの著作は好意的に迎えられ、委員会から賞も授与され知識人としてのデビューを飾った。
彼はメンバーにこそならなかったが、ルーマニアファシズム運動である鉄衛団にも関わり、その機関誌に多くの政治論文を寄せている。シオランは鉄衛団の暴力的手法には賛同してはいなかったとされるものの第二次世界大戦の初期まで支持していた。彼は後に、この運動に対する共感と民族主義、反ユダヤ主義を捨て去り、それに傾倒した若年期の態度に対して、しばしば後悔、良心の呵責の念を表した。
批評家の中には、戦間期のルーマニアの民族主義運動への政治思想的参加に対する彼の自責の念が後の作品を特徴付ける悲観主義の源となったと見る者もいる。また、その悲観主義は彼の幼年期の出来事に遡っていると見る者もいる。1935年頃に、彼がそんなに不幸になるのだと「もし知っていたら、堕胎していたのに」と母親に言われたと伝えられている。
シオランの母親が堕胎の話をした際それは彼を妨げるものとはならなかったが、人間存在の本性についての洞察を導く契機となる強烈な印象と喜びを彼にもたらした。「私の存在は偶然に過ぎない。なぜそんなに全てを深刻にとらえるのか?」と、全てのものに実体などないのだと警告しつつ彼はその事件を振り返って後に述べた。
1937年、ブカレストにあるフランスの研究機関から奨学金を得てパリに行く。そこで彼はその後の人生を送った。彼は「私は知識人としての自分の位置付けを最もよく表現できる国籍というものを持たない」「私たちはある国に住むのではない。ある国語に住むのだ。祖国とは国語だ。それ以外の何ものでもない」などの名言を残した。彼の初期の仕事はルーマニアで、後半の仕事はフランスで行われ、そのほとんどはアフォリズムと短いエッセイの形式を取った。
ニーチェ、パスカル、グノーシス主義、仏教、マイスター・エックハルト、十字架のヨハネから大きな影響を受け、サミュエル・ベケットやアンリ・ミショー、エルンスト・ユンガーら特異な文人とは最後まで親交があった。

## 著作
- ルーマニア語による著作（邦訳はフランス語からの訳）
  - 1934年 金井裕訳『絶望のきわみで』紀伊國屋書店、1991年、ISBN 9784314005593
  - 1936年 金井裕訳『欺瞞の書』法政大学出版局、1996年、ISBN 9784588004834
  - 1936年 金井裕訳『ルーマニアの変容』、法政大学出版局、2013年、ISBN 9784588009907
  - 1937年 金井裕訳『涙と聖者』紀伊國屋書店、1990年、ISBN 9784314005333
  - 1940年 金井裕訳『思想の黄昏』紀伊國屋書店、1993年、ISBN 9784314006002
  - 1940年-1944年 金井裕訳『敗者の祈祷書』法政大学出版局、1996年、ISBN 9784588005060
  - 1991年 Singurătate și destin, Humanitas. 『孤独と運命』、未訳。シオランが1931年から1943年までにルーマニアの雑誌に発表した論文を集めたもの。（仏訳Solitude et destin, Gallimard, 2004）
  - 2011年 Despre Franța, Humanitas. 『フランスについて』、未訳。1941年にルーマニア語で書かれた遺稿。（仏訳De la France,  L’Herne, 2009）
  - 2011年 Îndreptar pătimaș II, Humanitas. 『敗者の祈祷書 2』、未訳。『敗者の祈祷書』の続きとして発見された遺稿。（仏訳Bréviaire des vaincus II,  L’Herne, 2011）

- フランス語による著作
  - 1949年 有田忠郎訳『崩壊概論』国文社、1975年。ちくま学芸文庫、2025年4月
  - 1952年 及川馥訳『苦渋の三段論法』国文社、1976年
  - 1956年 篠田知和基訳『実存の誘惑』国文社、1975年。1993年、ISBN 9784772001588
  - 1960年 出口裕弘訳『歴史とユートピア』紀伊國屋書店、1967年、ISBN 9784314000376
  - 1964年 金井裕訳『時間への失墜』国文社、1976年。改訂版、2004年、ISBN 9784772001595
  - 1969年 金井裕訳『悪しき造物主』法政大学出版局、1984年 （原著のタイトルはLe mauvais démiurgeで直訳すると『悪しきデミウルゴス』の意）、ISBN 9784588001390
  - 1970年 出口裕弘、及川馥訳『深淵の鍵』国文社、1977年、ISBN 9784772001601、に収録
  - 1973年 出口裕弘訳『生誕の災厄』紀伊國屋書店、1976年、ISBN 978-4314001472
  - 1977年 Essai sur la pensée réactionnaire. À propos de Joseph de Maistre, Fata Morgana 邦訳は上記『深淵の鍵』に収録 - 1957年にジョゼフ・ド・メーストル著作集の序文として書かれたもの。
  - 1979年 金井裕訳『四つ裂きの刑』法政大学出版局、1986年、ISBN 9784588001840
  - 1986年 金井裕訳『オマージュの試み』法政大学出版局、1988年、ISBN 9784588002458
  - 1987年 出口裕弘訳『告白と呪詛』紀伊國屋書店、1994年、ISBN 9784314006941
  - 1995年 金井裕訳『シオラン対談集』法政大学出版局、1998年、ISBN 9784588005862
  - 1997年 金井裕訳『カイエ』法政大学出版局、2006年、ISBN 9784588150456
  - 2000年 Cahier de Talamanca, Mercure de France. 未訳。1966年夏、スペインのイビサ島でのバカンス時のノート。

- 草稿
  - シオランの伴侶、シモーヌ・ブエ（Simone Boué、1919年11月18日 - 1997年9月11日）の死後、シオランが書いた約30冊に上る草稿ノートが発見された。草稿には1972年以降に書かれた日記も含まれており、『カイエ』以降の思索を明らかにするものとして注目される。これらの草稿ノートは発見者によって2005年12月に競売にかけられたが、パリ控訴院の決定により売買を差し止められた。2011年3月11日、控訴院は発見者の所有権を認める判決を下し、再び競売にかけられ、40万5千ユーロでルーマニア人の実業家によって落札された。草稿はその後ルーマニアの科学アカデミー図書館に寄贈された。